# Цукерман, Итан
Итан Цукерман (род. 1973) — директор Центра по изучению гражданских медиа при Массачусетском технологическом институте (MIT), интернет-активист и блогер, сооснователь международного блог-агрегатора Global Voices. Большую известность ему принесла дебютная книга «Новые соединения. Цифровые космополиты в коммуникативную эпоху»
Благодаря новым технологиям, слово больше не контролируется теми, кто владеет средствами печати и тиражирования, а также правительствами стран, ограничивающих свободу мысли и общения. Теперь каждый может взять в свои руки власть прессы. Каждый может рассказать свои истории всему миру. Мы стремимся возвести мосты через пропасти, разъединяющие людей, чтобы лучше понять друг друга. Мы стремимся работать вместе более эффективно и действовать с большей силой. Мы верим в силу прямого контакта. В личные, политические и мощные узы между отдельными людьми из различных частей света".

## Образование
Итан Цукерман окончил частный гуманитарный Уильямс Колледж, расположенный в штате Массачусетс. В 1993 году получил степень бакалавра. Обучался в университете Ганы по программе Фулбрайта, которая предоставляет гранты ученым в области гуманитарных и общественных наук.
Наша первоочередная задача — находить информацию и уметь воспринимать её в контексте, что должно увеличить наши шансы на процветание в этом не до конца глобализованном мире.

## Карьера
- июнь 2012 — Директор Центра по изучению гражданских медиа при Массачусетском технологическом институте (MIT)
- 2004 — вместе с бывшей главой отдела CNN по Пекину и Токио Ребеккой Маккиннон основал платформу гражданской журналистикиGlobal Voices.
- 1999 — 2003 — Основатель протосоциальной сети Geekcorps
- 1994 — 1999 — Сотрудник маркетинговой компании Tripod (создал первую в мире «всплывающую рекламу», написав код, запускающий рекламу в отдельном окне, а не прямо на сайте, для аудитории которого она предназначалась).

## Академические труды
- Zuckerman (2013) «Cute Cats to the Rescue? Participatory Media and Political Expression», in «Youth, New Media and Political Participation», edited by Danielle Allen and Jennifer Light for MIT Press (forthcoming)
- Zuckerman, Roberts, McGrady, York and Palfrey (2011) «Distributed Denial of Service Attacks Against Independent Media and Human Rights Sites», Berkman Center Research Publication
- Zuckerman (2010) «International Reporting in the Age of Participatory Media», Daedalus 139:2
- Zuckerman (2010) «Intermediary Censorship» (chapter), in Access Controlled, Deibert, Palfrey, Rohozinski and Zittrain, Cambridge: MIT Press.
- Zuckerman (2010) «Decentralizing the Mobile Phone — A Second ICT4D Revolution?», Information Technology and International Development, volume 6:99-103
- Zuckerman (2009) «Citizen Media in the Kenyan Electoral Crisis» (chapter), in Citizen Journalism: Global Perspectives, Stuart Allen and Einar Thorsen, New York: Peter Lang.
- Zuckerman (2007) «Meet the Bridgebloggers», Public Choice 134:1-2
- Zuckerman (2004) «Making Room for the Third World in the Second Superpower» (chapter), in Extreme Democracy, ed. Jon Lebkowsky andMitch Ratcliffe
- Zuckerman (2003) «Working Paper: Global Attention Profiles», Berkman Center whitepaper

## Личная жизнь
Женат на Рэйчел Баренблат (поэт, публицист, блогер и раввин еврейского центра Congregation Beth Israel в Север Адамс, Беркшир, штат Массачусетс. Есть сын Эндрю Вин Квам Цукерман (Дрю).
Спасибо моей жене, лучшему другу и первому читателю, автору блога Velveteen Rabbi Рэйчел Баренблат. Я благодарю тебя за выдержку, терпимость и мудрость, и я люблю тебя сильнее, чем мог бы выразить словами.

## Дополнительные ресурсы
- Global Voices по-русски
- Listening to global voices
- Информационный пузырь: почему ваша френдлента лживее любой телепропаганды